# Jürgen Rittenauer
Jürgen Rittenauer (* 18. Mai 1986 in Bad Friedrichshall) ist ein deutscher ehemaliger Fußballtorhüter.

## Karriere
Rittenauer stand von 2009 bis 2013 als Torwart beim Halleschen FC unter Vertrag. Zunächst in der Regionalliga Nord und nach dem Aufstieg 2012 in der 3. Profi-Liga.
Bevor Jürgen Rittenauer zum Halleschen FC wechselte, spielte er in der Regionalliga Süd beim SC Freiburg II und zuvor beim VfR Aalen. Davor stieg er in der A-Jugend mit der 1899 Hoffenheim in die Junioren-Bundesliga auf und kam bei 1899 Hoffenheim II zu ersten Einsätzen in der Oberliga Baden-Württemberg. Sein Profidebüt für Halle gab er am fünften Spieltag der Saison 2012/13 im Heimspiel gegen die SpVgg Unterhaching. Zu einem weiteren Einsatz kam er am letzten Spieltag der Saison gegen den 1. FC Saarbrücken. In seiner Zeit beim Halleschen FC feierte er den 3.Liga Aufstieg 2012 und konnte insgesamt 4 mal den Landespokalsieg Sachsen-Anhalt feiern inklusive Einsätze im DFB-Pokal.
Seit der Saison 2013/14 spielte er für den Amateurverein 1. FC Rielasingen-Arlen in der Verbandsliga Südbaden bis zu seinem Karriereende 2017 durch eine schwere Knieverletzung. Anschließend übernahm er das Traineramt, wo er den Verein über den Gewinn des Südbadischen Verbandspokal in die 1.Hauptrunde des DFB-Pokal gegen Borussia Dortmund führte. 2018 Beendete er seine Laufbahn als Trainer.